# ۸۹۵ (قمری)
۸۹۵ (قمری)، هشتصد و نود و پنجمین سال در گاهشماری هجری قمری است. اول محرم این سال برابر با چهارم دسامبر سال ۱۴۸۹ میلادی است.

## وابسته
- عبیدالله احرار